# 일본 해군성
해군성(일본어: 海軍省 카이군쇼[*], 1872년 - 1945년)은 일본 제국 해군의 군정 기관이다. 일본 제국 육해군 대원수인 천황이 최고 사령관으로 전권을 통수했다. 군령은 천황 직속의 군령부가 담당했다.

## 개요
1872년 2월, 태정관 포고 제62호에 의해 병부성에서 육군성과 함께 분리, 독립되었다. 초기에는 군정, 군령이 미분화되기도 했었지만, 일본 제국 헌법으로 정리되었다. 군령은 1886년 출범한 참모 본부가 흡수하였고, 1893년에는 해군 군령부가 최고 기관으로 설치되어 군령을 관할한다. 군무국을 중심으로 해군 정책, 군비, 인사 및 교육 등을 담당했다.
해군성은 내각의 각료이며, 수장은 해군대신으로 천황이 임명하였다. 해군대신의 직무는 해군 군인의 감독 등 해군 군정의 관리이며, 군령권은 가지지 않는다. 또한 대신은 현역 해군 대장 또는 중장이 임명되었다. 또한 군축 회의 등으로 해군 장관이 장기간 일본 국내에 없는 경우 총리 의한 겸임 및 임시 해군 장관을 마련했다.
1945년 11월 30일 《칙령 제680호》에 의해 폐지되었고, 제2복원성이 되었다.(육군성은 제1복원성) 이 제2복원성은 1946년 6월에 폐지되어 해군성의 자산은 재경부으로 일괄 정리되었다. 해군성 자료의 일부는 방위성, 후생노동성으로 인계되었다.

## 조직

### 본부
건물은 도쿄도 지요다구 가스미가세키에 있었다. 조시아 콘도르의 설계로 1894년에 완성되어, 종전 후 점차 해체되어 1985년에는 완전히 철거됐다. 현재는 후생노동성, 환경성 등의 기관이 있는 중앙합동청사 제5호관이 세워져 있다.

### 내국
- 군무부; 1886년 1월 29일
- 병비국; 1940년 11월 15일 ~ 1945년 3월 1일, 군무국에 통합됨.
- 군수부; 1920년 10월 1일
- 인사국; 1900년 5월 20일
- 교육부; 1923년 4월 1일, 해군교육본부에서 축소됨.
- 경리국; 1886년 1월 29일
- 의무국; 1886년 1월 29일
- 주함국; 1880년 11월 11일 ~ 1886년 1월 29일, 함정국에 통합됨.
- 함정국; 1900년 5월 20일, 외국 해군함정본부로 확대.
- 기관국; 1916년 4월 1일 ~ 1924년 12월 20일
- 건축국; 1941년 8월10일, 외국 해군시설본부로 확대.
- 법무국; 1897년 4월 1일

### 외국
- 회의
  - 해군장관회의
  - 해군기술회의
  - 해군고등군사회의
  - 해군도쿄군사회의
- 본부
  - 해군교육본부; 1900년 5월 20일, 설립. ~ 1927년, 내국 교육국으로 축소됨.
  - 해군선박구난본부; 1944년 12월 30일, 설립됨.
  - 해군시설본부; 1941년 8월 10일, 건축부를 확대함.
  - 해군운송본부; 1943년 6월 25일, 내국 운송부를 확대함.
  - 해군전파본부; 1944년 4월 20일, 기술연구소를 확대함.
  - 해군함정본부; 1900년 5월 20일, 함정국을 확대함.
  - 해군항공본부; 1927년 4월 5일, 해군함정본부 제6부 항공부가 확대됨.
- 학교
  - 해군대학교
  - 해군병학교
  - 해군기관학교; 1944년, 병학교로 통합됨.
  - 해군경리학교
  - 해군군의학교
- 부서
  - 수로부; 1871년 9월 1일, 설립
  - 해군긴급전비촉진부
  - 해군잠수함부; 1943년, 해군함정본부 제7부에서 전속 ~ 1945년, 특병부로 통합됨.
  - 해군특공부; 1945년, 특병부로 통합됨.
  - 해군특병부; 1945년, 잠수함부와 특공부를 통합함.
  - 해군화병전부
- 연습연합항공총대

## 같이 보기
- 군령부

## 참고

### 인용
1. ↑  Suzuki & Hatuda 1990, 17쪽.

### 자료
- 鈴木博之; 初田亨 (1990). 《図面でみる都市建築の明治》 (일본어). 柏書房.